# Nikolaï Jerikhov

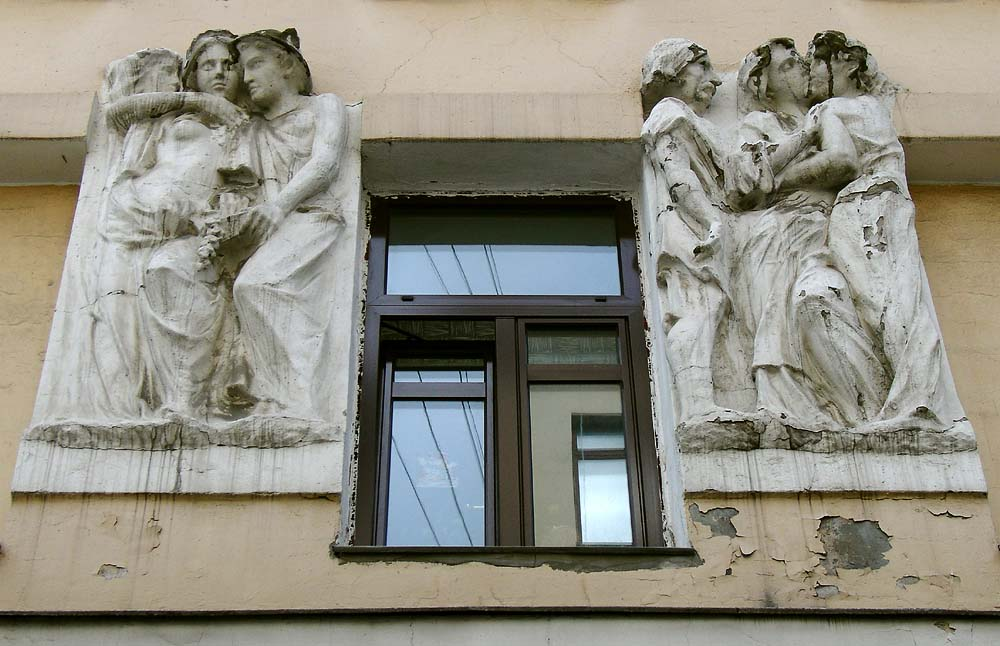
Art érotique au numéro 4 de la rue Plotnikov à Moscou. La troisième personne en partant de la droite représente Nicolas Gogol.

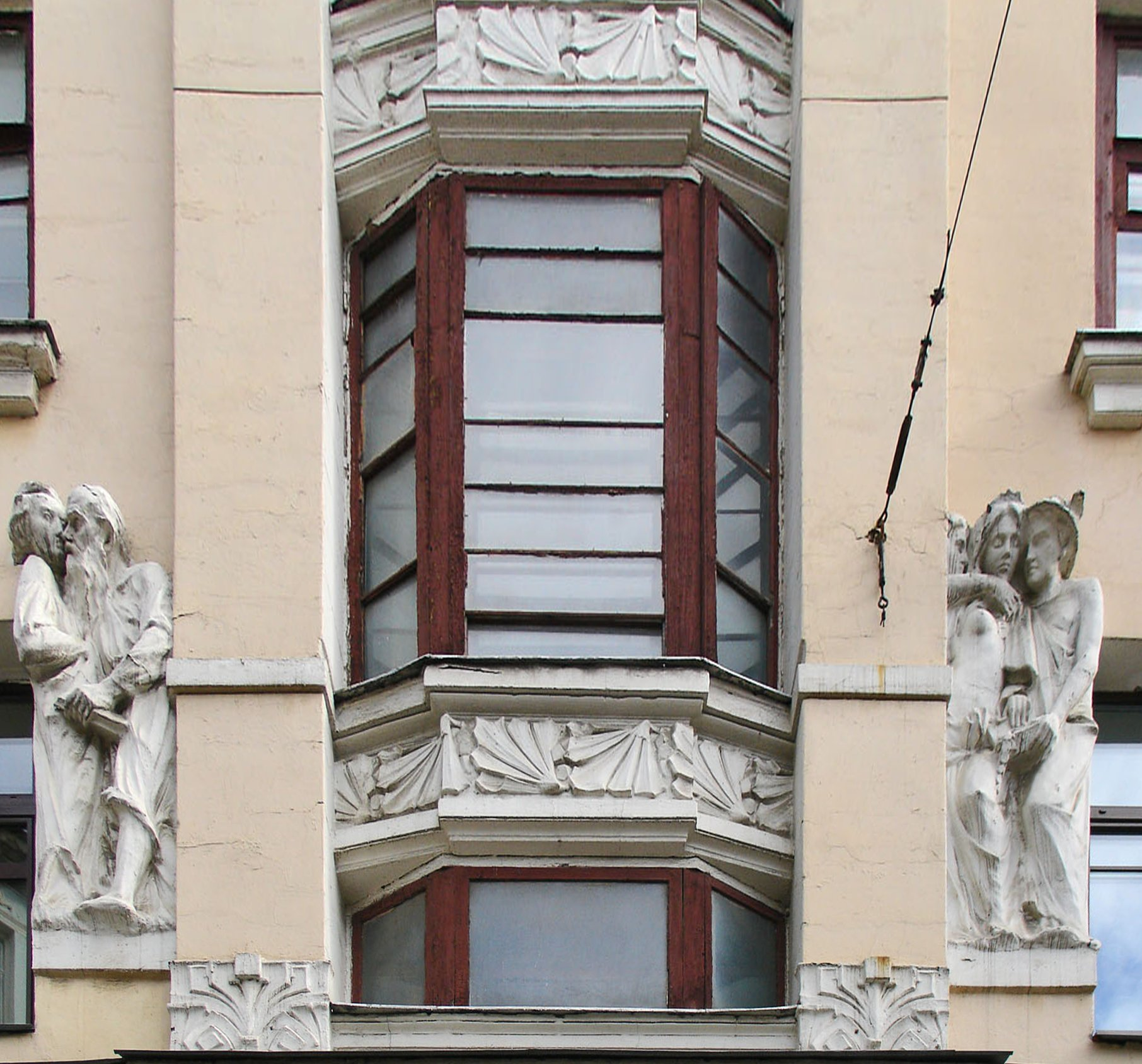
Au numéro 4 de la rue Plotnikov toujours. Alexandre Pouchkine et Léon Tolstoï sont sur la gauche.

Nikolaï Ivanovitch Jerikhov (en russe : Николай Иванович Же́рихов), né dans les années 1870 à Moguilev, mort le 5 octobre 1916 à Moscou, est un architecte russe du courant Art nouveau, actif à Moscou dans les années 1902–1914. Il a conçu de nombreux immeubles financés par les investisseurs Broido, Wilner et Zaitchenko. Jerikhov s'est distingué par son utilisation des sculptures décoratives. Les façades des immeubles qu'il a conçus sont ornées de rangées de figures grandeur nature, dont une s'inscrit pleinement dans la tradition de l'art érotique, au numéro 4 de la rue Plotnikov.

## Biographie
Nikolaï Jerikhov est né dans une famille de paysans pauvres de l'actuelle Biélorussie. On ignore sa date de naissance exacte et où il fit ses études. Dans les années 1897-1900, il est professeur de dessin.
Sa première réalisation architecturale date de 1902, sans que l'on sache comment un simple professeur devint du jour au lendemain un architecte à la mode et l'auteur d'une cinquantaine d'édifices à Moscou dans les douze années de sa brève carrière.